# Eszék vára
Eszék vára (horvátul: Tvrđa) egy vár Horvátországban, az Eszék-Baranya megyei Eszék városában.

## Fekvése
A városközpont északi részén, a Dráva partján található.

## Története

### Ókor
Eszék első várát még a rómaiak építették. A rómaiak több hadjáratban az 1. században törték meg végleg a térség kelták törzseinek ellenállását, majd a kelta település helyén Mursa néven légiós tábort építettek. A tábor védőfalainak kettős árkai és a földsáncok maradványai a felszínen egészen a 18. század közepéig voltak láthatóak, amikor a nyugati részüket a térképi ábrázolások is rögzítették, mielőtt az Alsóváros bővítésével végleg eltűntek. A szabályos négyszög alaprajzú légiós tábor falait a Dráva felé hosszabbították meg, ahol a folyami kikötőt és a közelében épített hidat is védték. Ennek a hídnak a kőpillérei alacsony vízállásnál ma is láthatók a Dráva medrében.

### Középkor
Néhány történész szerint a középkorban a Kórógyiak Eszékje már városfalakkal is rendelkezett, ennek azonban ellentmond, hogy a város védműveit csak a török korban említik. Biztosra vehető azonban, hogy már a Kórógyiak felépítettek itt egy kisebb castellumot, mely a városi lakóhelyük volt. Ive Mažuran horvát történész szerint ez a várkastély, mely erős fallakkal és saroktornyokkal rendelkezett a középkori Szentháromság templom közelében állt, melynek alapfalait a mai ferences Szent Kereszt templom mellett találták meg. Valpói és valkóvári kapukkal rendelkezett, mely a Dráva felé, a folyami kikötő és átkelőhely irányába vezetett. A várkastély körül sáncok voltak, melyeken felvonóhidak vezettek át.

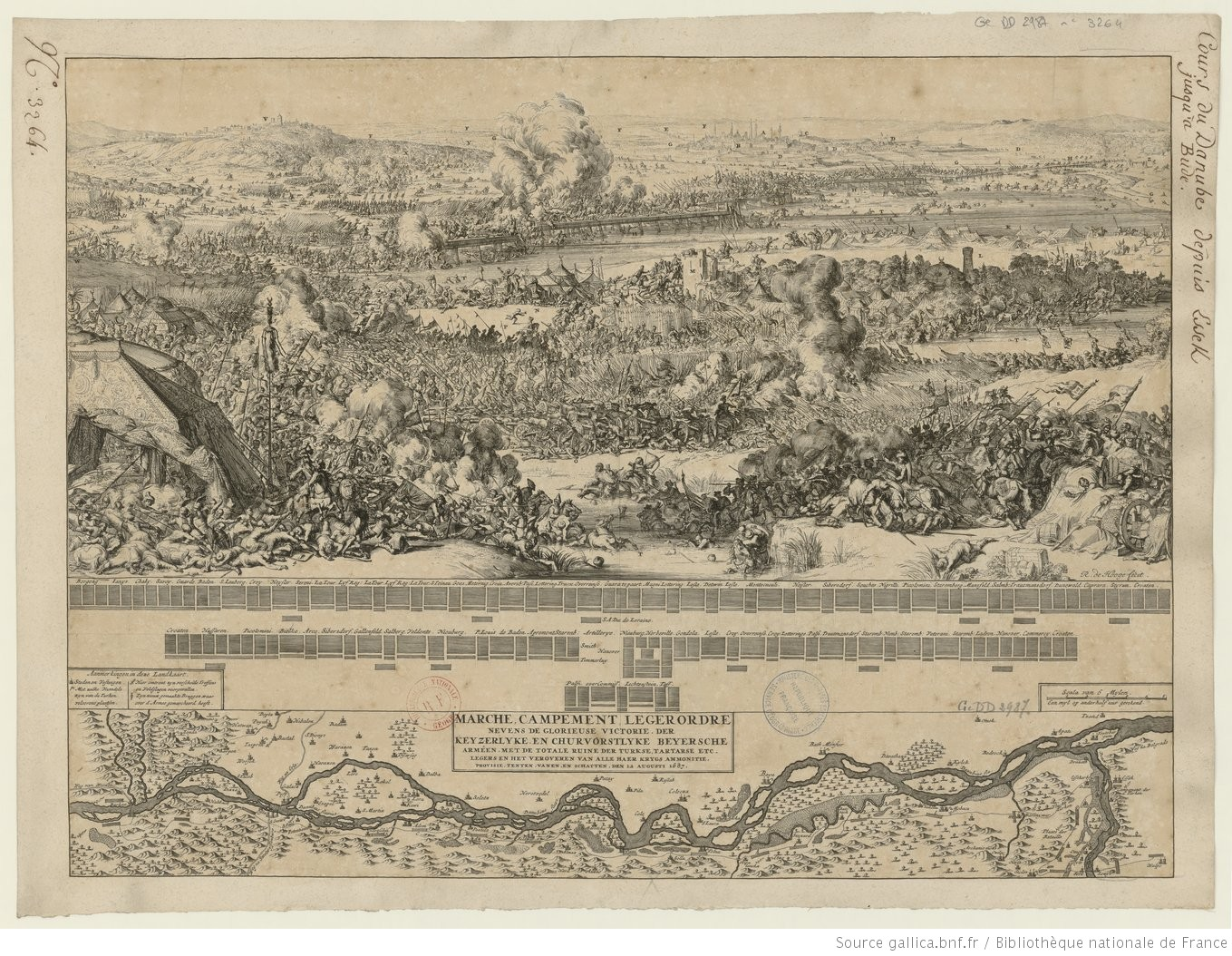
Eszék ostroma 1687-ben

### Török uralom
A török 1526-ban a mohácsi csata előtt foglalta el Eszéket és a várkastéllyal együtt teljesen lerombolta. A török korban a település központi részét félkör alakú tornyokkal erősített kőfalakkal övezték és a Dráva vizével elárasztott széles sáncokkal vették körül. A város magja körül, déli és nyugati irányban, egy kevésbé jelentős településrész alakult ki, melynek védőövét, helyenként félkör és négyzetes tornyokkal ellátott paliszád alkotta. Az új erőd mintegy kétszer akkora lett, mint középkori elődje. A vár katonasága csaknem ezer aszabból és könnyűlovasból állt. Eszék törökkori képe csak kevéssé ismert, pedig számos leírás ás ábrázolás van róla, köztük a híres török utazó Evlija Cselebi leírása. Készültek rekonstrukciók is. A leghíresebb a neves eszéki történész Josip Bösendorferé (akiről ma utca is van elnevezve az erődben) és az eszéki vízépítő mérnök, Radoslav Franjetićé, amely a korabeli leírásokon és rajzokon kívül saját kutatásain is alapszik. 
Mindezt a források alapos tanulmányozása, a régészeti kutatások és újonnan felfedezett ábrázolások (a karlsruhei levéltárban) alapján a török kori Szlavónia történetének legjobb szakértője, Ive Mažuran foglalta össze. Eszerint Eszék három összefüggő városrészre oszlott - a várra, a városra és a palánkra. A város központjaként a Dráva partja közelében (a jelenlegi Franjevačka és Fakultetska utca és a Szent Kereszt temploma között) állt a vár. Ettől keletre, délre és nyugatra húzódott város, amely nagyjából megfelelt a mai erődnek. A várost is bástyákkal ellátott fallal és vizesárokkal erősítették meg. Két kapu volt rajta, felvonóhíddal, a Valpói és Valkóvári kapuk (ezt néha Nándorfehérvárinak is hívták). A legfontosabb épületek a Kászim pasa dzsámi, a bíróság, a Križanić tér elején álló óratorony és a Valkóvári kapu közelében álló másik dzsámi voltak. 
A városban körülbelül 300 ház volt, melyek kőből, fából és téglából épültek. A várost hét mahalára osztották fel, az utcákat pedig macskakövekkel burkolták. A várostól délre és délnyugatra bástyákkal erősített palánk volt paliszádokkal és sáncokkal. Ez a védelmi rendszer kiterjedt a városnak a mai erőd, a Baranyába menő út, a környező parkok és a Zvonimir király utca közötti területére. A Dráva hídja felől érkezők a város nyugati fala melletti palánkhoz érkeztek. A palánknak két kapuja volt. Itt volt a törökkori Eszék kereskedelmi és üzleti központja. Hat kereskedelmi fogadója és egy karavánszerája volt. Emellett számos üzlet és műhely, és valószínűleg több mint 2000 fából vagy téglából épült ház állt itt. A legfontosabb épületei a hamam, Kászim pasa kútja, Musztafa pasa dzsámija, a medresz és mekteb, valamint a bazár kapujától balra, a mai egészségház helyén állt temető volt. Ezeken kívül még több kút és dzsámi is állt itt. A palánkon kívül délre egy hatalmas bazárépület állt, melytől délre és nyugatra volt a híres eszéki vásártér. A vásártértől nyugatra feküdt a Bajram-babina temető, a palánktól keletre pedig egy másik temető is volt. 
Eszéket a keresztény seregek többször sikertelenül ostromolták. Először 1537-ben Johann von Katzianer próbálta bevenni, de súlyos vereséget szenvedett és menekülésre kényszerült. Ezután a kertesztény erők már csak a híres eszéki Dráva-híd lerombolására törekedtek. 1599-ben a hidat Pálffy Miklós égette fel. 1664. február 2-án Zrínyi Miklós sikeres téli hadjárata során ismét felgyújtotta. 1683. június 7-én itt fogadta Kara Musztafa nagyvezír a tisztelgő látogatásra érkező Thökölyt. 1685-ben Leslie generális foglalta el a palánkot, a hidat pedig felgyújtotta. 1686-ban a Bádeni Lajos vezette keresztény sereg ismét felgyújtotta. A palánk október 3-án és 4-én két napig égett, és már nem építették újjá. 
Eszéket végül 1687-ben Szent Mihály napján foglalták vissza a császári csapatok. A Valpót ostromló ágyúk hangja olyan pánikot okozott a török őrségnek, hogy elmenekült. Így a Hans Dunewald vezette keresztény sereg az üres várba vonulhatott be. Mindez pénteki napon 11 órakor történt, ezért ma minden pénteken 11 órakor megszólalnak az eszéki harangok. 1690-ben a Husszein pasa boszniai beglerbég vezette török sereg ostrom alá vette, melyben csaknem teljesen lerombolta, de elfoglalni nem tudta. 

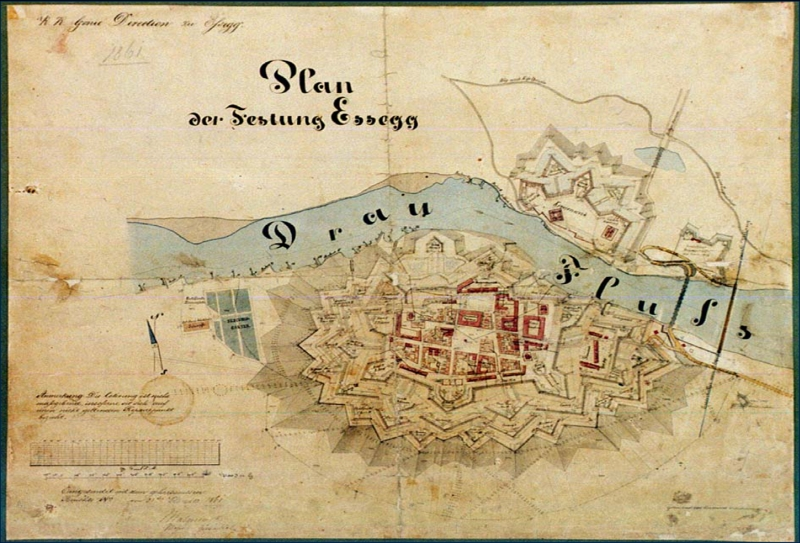
A vár tervrajza 1861-ből

### Az új erőd építése
A császári hadmérnökök rögtön a felszabadítás után megkezdték az új eszéki erőd tervezését. Előbb a törökkori erődítések köré ideiglenes jelleggel bástyás védőövet emeltek, majd megindult a vár tervszerű átépítése. A török kori erődítéseket megtartva a nagyobb hatékonyság érdekében, a Dráva partjára két félbástyát, míg a város déli oldalára, három bástyát emeltek. Később megnövelték a bástyák területét és szilárdabb anyagból építették őket át. A várostól keletre emelkedő magaslaton egy szarvművet  is építettek. Az építési munkálatokat Johann Stephan von Beckers tábornok vezette. A Dráva túlsó partján egy kisebb, új erődítményt emeltek, melynek hídfővédelmi szerepe volt. Az erőd fő védművei 1711 és 1722 között készültek, bár maga az építkezés egészen az 1760-as évekig folytatódott. 
A munkák Maximilian Eugene gróf d 'Gosseau mérnökezredes irányítása alatt zajlottak, de figyelemmel kísérte őket Savoyai Jenő generális is, aki hasznos tanácsokkal látta el az építőket. Az 1711-es esztendő környékén növelték meg a bástyák és a szarvmű területét, melyek erre az időre nyerték el végleges méretüket. A bástyákat téglával burkolták, míg a bástyák sarkait kövekkel erősítették meg. A bástyák alsó része falazott volt, azt ezt fedő földréteget pedig deszkapalánkkal burkolták. Az 1712-es esztendőben tervezték meg az eszéki erődnek a Dráva bal partjára eső új részeit. Eszerint a meglevőtől valamivel keletebbre egy koronaművet  létesítettek egy bástyával, két fél-bástyával és két pajzsgáttal, valamint fedett úttal. Egyidejűleg az erőd északnyugati sarkára egy redutszerűséget építettek. Egyúttal a szarvmű elé, egy kisebb pajzsgátat is készítettek. A déli és délkeleti bástyákat félköríves cavalierekkel  látták el. 

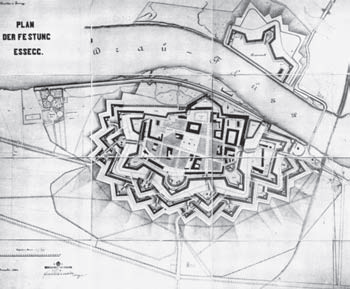
A vár térképe 1884-ből

Az 1721-es esztendőtől, először a bástyák elé, majd a pajzsgátak elé is contragardékat  készítettek. Az 1732-es esztendő környékén, az egész védelmi rendszert, a contragardékhoz kapcsolt, lünettákkal  is kibővítették, majd mindezek köré, hét felchével ellátott, két párhuzamos vársíkot is létesítettek. Ezekkel a bővítményekkel, az erődöv mélységét növelték, sőt három további, cunettével ellátott sáncot is létesítettek, melyek zömét a folyó vizével árasztották el. Ezeket a védelmi elemeket, fölül boltozott folyosókkal, közvetlenül az alaperőd testével kötötték össze, míg a contascarpéktól , a vársíkokig, aknafigyelő folyosók vezettek. Fokozatosan kialakították a caponiereket  is, melyeket szintén összekötöttek az alaperőd pajzsgátjaival, illetve kölcsönösen, az összes többi külső védelmi elemmel. 1725-ben kezdték meg a jezsuiták a templomuk építését az erődben, melyet a győzelem napjának tiszteletére Szent Mihály-templomnak neveztek el.
Az 1730-as években harmincas éveiben az erőd északi oldalára még két bástyát építettek, melyek közül az egyik nagyon nagy területű lett, míg a nyugatabbra eső erősen ék alakú lett. Ezt követően e két bástya közé, egy flechét és egy alacsony magasságú, elő-védőművet helyeztek. Az erőd északi és az északnyugati oldalának eme jelentős kibővítése, az erőd előtti védőöv kiszélesedésével járt, mely a északon, a Dráva folyását követte. Ekkoriban, néhány fleché is saját caponiert kapott. Az 1764-es esztendő után, fokozatosan felszámolták az addigi kettős vársíkok és a flechék együttesét. A helyükön egyetlen, ám annál mélyebb vársíkot alakítottak ki. A 18. és 19. században még történt néhány kisebb bővítés és módosítás, illetve egyes részeket lebontottak. A védművek visszabontása forgalmi és városfejlesztési okokból az első világháború után kezdődött és 1926-ra fejeződött be, ezeknek csak kisebb részei maradtak meg. Az egykori hatalmas falfelületről a Dráva-part mentén az első és a hetedik (Szent Károly és Szent Eugene) bástyának egy része, valamint a Vizibástya és a Vízi kapu maradt meg.

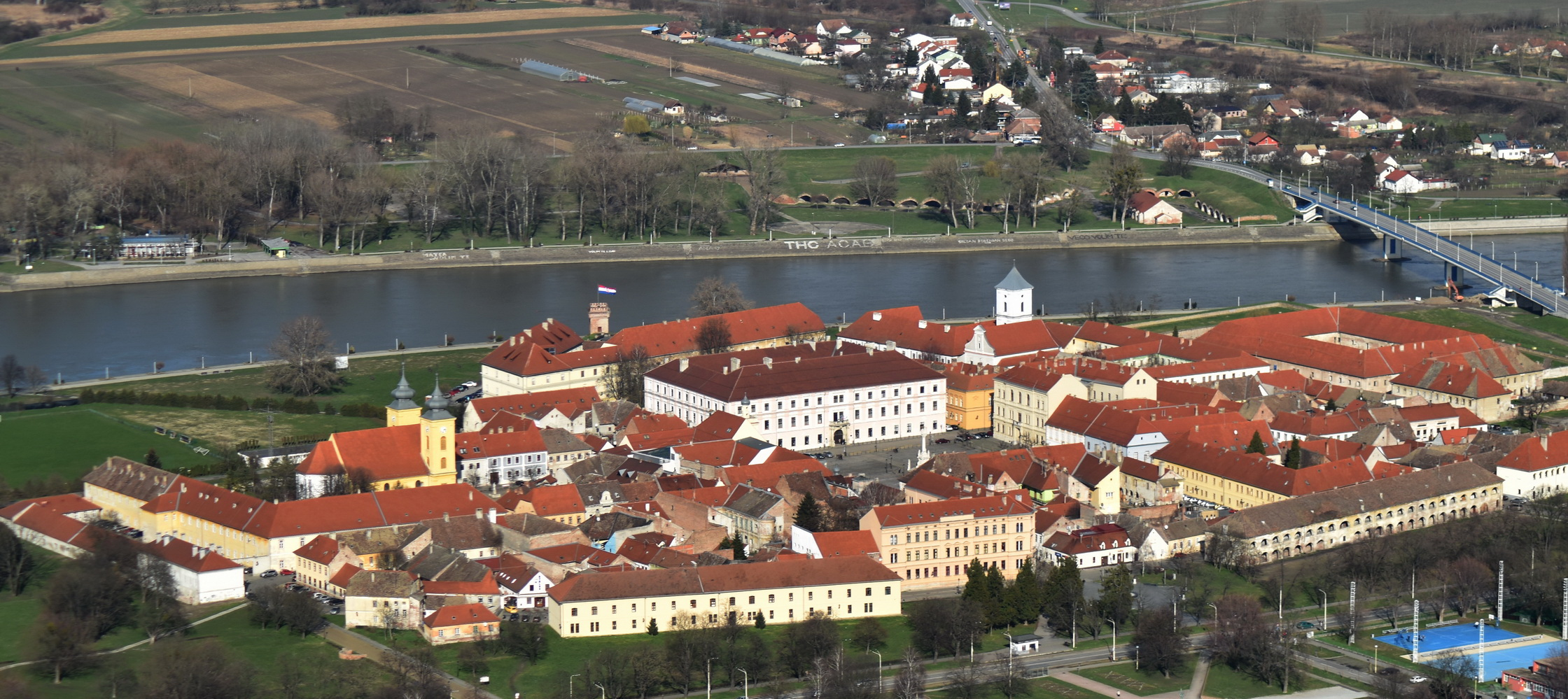
A vár látképe

## A vár mai állapota
A védművek visszabontása forgalmi és városfejlesztési okokból az első világháború után kezdődött, ezeknek csak kisebb részei maradtak meg. Megmaradtak a vár közepén a 18. században épített katonai, állami és polgári épületek. Megmaradt a Dráva partján a nagy méretű Vízibástya, az erőd északkeleti része, valamint a vár túloldalán az egykori koronamű keleti félbástyája. Láthatók még a szomszédos kötőgátak részei a kazamatákkal , valamint a koronamű középső bástyája.

## Galéria
- Vásár a vár területén
- A levéltár épülete a várban
- A régészeti múzeum
- Kazamaták
- A Szentháromság tér
- A Vizikapu
- A Vizikapu az erődfal részletével
- A Kuhačeva utca
- A Szent Mihály-templom